# Ptactwo domowe (obraz Philiberta Léona Couturiera)
Ptactwo domowe – obraz olejny namalowany przez francuskiego malarza Philiberta Léona Couturiera w drugiej połowie XIX wieku, znajdujący się w zbiorach Muzeum Narodowego w Warszawie.

## Opis
Na animalistycznym obrazie Couturiera, widzimy fragment podwórka z kurnikiem oraz żyjące na wolności bażanty, kaczki i kury. Dzieło namalowane z wielką biegłością i swobodą, wyróżnia się bezpośredniością obserwacji, przypadkowością ujęcia, dość ograniczoną gamą barw i zróżnicowaną, szkicową kreską.